# 艾莉森·赖特
艾莉森·赖特（英語：Alison Wright，1980年2月2日—），澳大利亚女子自行车运动员。她曾代表澳大利亚参加2002年英联邦运动会自行车比赛，获得女子个人追逐赛铜牌和女子记分赛第4名。